# Вечный огонь (сквер)
Сквер «Вечный огонь», (бывшие названия сквер Павших борцов (Революции) и сквер 40-летия Октября) — сквер и зона отдыха в центре Харькова, на Университетской горке на бывшей Университетской площади. Создан по проекту архитектора Людмилы Васильевны Гуровой (1917—1995).
Расположен слева от Соборного спуска напротив Успенского собора. Открыт в 1957 году в честь 40-летия Октябрьской революции.
Отремонтирован в августе 2008 года, к 65-й годовщине освобождения города от оккупации нацистами.
Вечный огонь был зажжен 12 июля 1958 года от факела на Марсовом поле в Ленинграде.
В 2015 году активисты Майдана переделали памятник: перекрасили в жёлто-блакитный цвет и демонтировали с мемориала советскую мемориальную доску, заменив её новой с надписью: «Героям, которые сложили голову за независимость и свободу Украины ».
Сквер расположен на исторической Соборной (Университетской) площади.